# JSON
A JSON (ejtsd: dzsézön vagy dzséjszön a Jason névhez hasonlóan, IPA: [ˈdʒeɪsən] vagy [ˈdʒeɪˌsɒn]; a betűszó az angol JavaScript Object Notation rövidítése, am. JavaScript objektumjelölés) egy egyszerű, ember által is olvasható szöveg alapú szabvány számítógépek közötti adatcserére. A JavaScript szkriptnyelvből alakult ki egyszerű adatstruktúrák és asszociatív tömbök (a JSON-ban „objektum” a nevük) reprezentálására. A JavaScripttel való kapcsolata ellenére nyelvfüggetlen, a legtöbb nyelvhez van értelmezője.
A JSON hivatalos MIME-típusa application/json. Fájlként a kiterjesztése .json.
A JSON-t legtöbbször egy szerver és egy kliens számítógép közti adatátvitelre használják (legtöbbször AJAX technológiával). Általánosságban strukturált adatok tárolására, továbbítására szolgál. A téradatok leírására és tárolására szolgáló változata a GeoJSON.
Az XML legfőbb alternatívája.

## Története
Douglas Crockford volt az első, aki meghatározta és népszerűsítette a JSON formátumot.
A JSON-t a State Software, egy többek között Crockford alapította cég használta körülbelül 2001-től. A JSON.org honlap 2002-ben indult el. 2005 decemberében a Yahoo! elkezdte némely webes szolgáltatásait JSON-ban kínálni. A Google a GData webes protokolljának 2006 decemberében kezdett JSON feedeket kínálni.
Habár a JSON alapja a JavaScript szkriptnyelv egy részhalmaza (konkrétan az ECMA-262 3rd Edition—December 1999 standard) és gyakran használják a JavaScript programokban, a JSON programnyelvfüggetlen. JSON adatok értelmezésére és generálására igen sok programozási nyelv ad kész eszközöket. A JSON weboldalán található egy összefoglaló lista arról, hogy mely nyelvekhez vannak JSON-könyvtárak.

## Adattípusok és szintaxis
A JSON alap adattípusai:
- Szám: double a JavaScriptben, általánosságban implementációfüggő
- string: Karakterlánc idézőjelek közt, Unicode karakterekből (alapértelmezetten UTF-8 kódolásban) backslash-t (\) használva escape karakterként
- Boolean: true (igaz) vagy false (hamis)
- Tömb: értékek kötött sorrendű felsorolása (listája) vesszővel elválasztva, szögletes zárójelek között; az értékek lehetnek különböző típusúak
- Objektum: kulcs: érték-párok rendezetlen halmaza, amelyben : kettőspont karakter választja el a kulcsot és az értéket. A párok egymástól vesszőkkel vannak elválasztva. A teljes lista {} kapcsos zárójelek között van. A kulcsok mindig string típusúak, ezért idézőjelek között állnak. A JSON szintaxis nem ír elő semmilyen korlátozást a névként használt karakterláncokra, nem követeli meg, hogy a névkarakterláncok egyediek legyenek, és nem tulajdonít semmilyen jelentőséget a név/érték párok sorrendjének. Ezek mind olyan szemantikai megfontolások, amelyeket a JSON-processzorok határozhatnak meg, vagy a JSON adatcseréhez való konkrét felhasználását meghatározó specifikációkban. A JSON specifikációnak a célja csak az érvényes JSON-szövegek szintaxisának meghatározása. Ugyanakkor több elterjedt kezelő szoftver bevezetett korlátozásokat, vagy előírt sorrendiséget, amely korlátozza a szintaxis specifikáció eredeti rugalmasságát.[forrás?]
- üres: null

A feldolgozó által figyelmen kívül hagyott whitespace hozzáadható a „strukturáló karakterek” (pl. [], {}, :, ,) előtt vagy után.

### Példa
A következő példa egy személyt leíró objektum JSON-os reprezentációja. Az objektum a vezetéknév és a keresztnév számára string típusú mezőket hagy, az életkornak számot, valamint tartalmaz egy címet reprezentáló objektumot (asszociatív tömböt) és egy tömböt (listát), amely a telefonszámokat reprezentáló objektumokat (asszociatív tömböket) tartalmazza.
```
{

     
"vezetekNev"
:
 
"Kovács"
,

     
"keresztNev"
:
 
"János"
,

     
"kor"
:
 
25
,

     
"cim"
:

     
{

         
"utcaHazszam"
:
 
"2. utca 21."
,

         
"varos"
:
 
"New York"
,

         
"allam"
:
 
"NY"
,

         
"iranyitoSzam"
:
 
"10021"

     
},

     
"telefonSzam"
:

     
[

         
{

           
"tipus"
:
 
"otthoni"
,

           
"szam"
:
 
"212 555-1234"

         
},

         
{

           
"tipus"
:
 
"fax"
,

           
"szam"
:
 
"646 555-4567"

         
}

     
]

 
}

```

Mivel a JSON a JavaScript részhalmaza, lehetséges (de biztonsági okokból nagyon nem ajánlott) a JSON szöveg objektummá való konvertálása a JavaScriptben található eval() függvénnyel. Például, ha a fenti JSON adat egy JavaScriptes string változóban van, melynek neve contact, p JavaScript objektumba lehet konvertálni a következőképp:
```
 
var
 
p
 
=
 
eval
(
"("
 
+
 
contact
 
+
 
")"
);

```

A contact változónak azért kell zárójelek között lennie, hogy elkerülje a JavaScript szintaxisban a kétértelműségét.
Mindazonáltal az ajánlott út a JSON-értelmezők használata. Ha a kliens teljes mértékben megbízik a szöveg forrásában vagy valami okból nem tökéletes szintaxisú JSON-t kell elfogadnia, csak akkor ajánlott az eval() használata. Egy jól implementált JSON-értelmező csak a hibátlan JSON-t fogadja el, és megakadályozza ezáltal a veszélyes kódok lefutását.
A modern böngészők, mint például a Firefox 4 és az Internet Explorer 8 tartalmaznak speciális lehetőségeket a JSON értelmezésére. Mivel a natív böngészős támogatás hatékonyabb és biztonságosabb, mint az eval() használata, a natív JSON-támogatás benne van a nemrégiben kiadott ECMAScript standard 5. kiadásában.

### Nem támogatott natív adattípusok
A JavaScript szintaxisa számos, JSON-ban nem megtalálható adattípust definiál: dátum (Date), hiba (Error), matematikai (Math), reguláris kifejezés (Regular Expression) és függvény (Function). Ezeket a JavaScript-adattípusokat más adatformátumban kell reprezentálni, ahol a küldő és a fogadó oldal is ugyanúgy konvertálja. Jelenleg (2011-ben) vannak de facto szabványok, mint például a Date és a String közti konverzió, ám egyiket sem ismerik el általánosan. Más programnyelvek más, konvertálandó natív adattípusokkal rendelkezhetnek, amelyeket szerializálni kellhet az ilyen konverziók előtt.

## Séma
Számos út van a JSON objektum struktúrájának és adattípusainak ellenőrzésére, amelyek az XML-sémára hasonlítanak, mindazonáltal az XML sémáknál a JSON-sémákat kevésbé használják széleskörűen. Ráadásul az XML-sémákkal ellentétben a JSON-sémákat kézzel kell megírni, jelenleg nincsen olyan elérhető eszköz, amely a JSON-adatokból JSON-sémát generálna.
A JSON-séma (JSON Schema) egy JSON-alapú specifikáció a JSON-adatok formátumának leírására. A JSON-sémával létrehozható egy egyezmény, hogy milyen adat szükséges és mindaz milyen típusú kell, hogy legyen, nagyon hasonlóan az XML-hez való XML-sémához. A JSON Schema célja a JSON-adatok ellenőrzése, dokumentációja és interakció-szabályozás. A JSON-séma az XML Schemán, a RelaxNG-n és a Kwalify-on alapszik, de célul tűzte ki a JSON-alapúságot is, tehát a JSON-adatok validálásához használható séma formája a meglevő JSON, egyazon szerializáló eszköz használható a sémához és az adathoz, és leírhatja önmagát.
A JSON-séma egy IETF draft (vázlat) formájában íródott, amely 2011-ben lejárt.  Mindazonáltal számos validáló érhető el különböző programnyelvekre, mindegyik különböző megfelelőségi szintekkel. Jelenleg a legteljesebb és legmegfelelőbb JSON-séma ellenőrző a JSV (JSON Schema Validator).
Példa JSON-séma:
```
{

    
"name"
:
 
"Termek"
,

    
"properties"
:

    
{

        
"id"
:

        
{

            
"type"
:
 
"number"
,

            
"description"
:
 
"Termékazonosító"
,

            
"required"
:
 
true

        
},

        
"nev"
:

        
{

            
"type"
:
 
"string"
,

            
"description"
:
 
"Terméknév"
,

            
"required"
:
 
true

        
},

        
"ar"
:

        
{

            
"type"
:
 
"number"
,

            
"minimum"
:
 
0
,

            
"required"
:
 
true

        
},

        
"cimkek"
:

        
{

            
"type"
:
 
"array"
,

            
"items"
:

            
{

                
"type"
:
 
"string"

            
}

        
},

        
"keszlet"
:

        
{

            
"type"
:
 
"object"
,

            
"properties"
:

            
{

                
"raktar"
:

                
{

                    
"type"
:
 
"number"

                
},

                
"kereskedo"
:

                
{

                    
"type"
:
 
"number"

                
}

            
}

        
}

    
}

}

```

A fenti JSON-séma használható például az alábbi adatok validálására:
```
{

    
"id"
:
 
1
,

    
"nev"
:
 
"Foo"
,

    
"ar"
:
 
123
,

    
"cimkek"
:
 
[
"Bar"
,
"Eek"
],

    
"keszlet"
:
 
{
 
"raktar"
:
 
300
,
 
"kereskedo"
:
 
20
 
}

}

```

## MIME-típus
A JSON-szöveg hivatalos MIME-típusa application/json.

## Használat az Ajaxban
A JSON-t gyakran használják az Ajax technológiában. Az Ajax lehetővé teszi, hogy a weblap teljes újratöltődés nélkül kis mennyiségű adatot cseréljen a szerverrel, és ennek hatására frissüljön. Az adat rögtön megjelenik a felhasználó számára, amint megérkezik a szerverről. Például a gyakorlatban ez lehet a következő: egy felhasználó egy szövegdobozba ír valamit egy keresőben, a kliensoldal elküldi, mit írtak be mindeddig, míg a szerver válaszol a lehetséges teljes keresőszavak listájával. Ezek megjelenhetnek egy legördülő listában a keresés alatt, míg a felhasználó pedig esetlegesen befejezi az írást, és kiválasztja valamelyik gyakran használt keresőkifejezést közvetlenül. Az eredeti leírásakor a 2000-es évek közepén az Ajax általánosságban XML-t használt adatformátumként (az Ajax az Asynchronous Javascript and XML rövidítése), ám több fejlesztő JSON-t használt az adatátvitelre a szerver és a kliens között.
A következő JavaScript-kód egy példa az XMLHttpRequest használatára az adatok JSON-lekérésével. (A szerveroldali programozási rész kihagyva; úgy kell felállítani, hogy az URL-re intézett kérésre egy JSON-formátumú stringgel válaszoljon.)
```
var
 
my_JSON_object
 
=
 
{};

var
 
http_request
 
=
 
new
 
XMLHttpRequest
();

http_request
.
open
(
"GET"
,
 
url
,
 
true
);

http_request
.
onreadystatechange
 
=
 
function
 
()
 
{

    
var
 
done
 
=
 
4
,
 
ok
 
=
 
200
;

    
if
 
(
http_request
.
readyState
 
==
 
done
 
&&
 
http_request
.
status
 
==
 
ok
)
 
{

        
my_JSON_object
 
=
 
JSON
.
parse
(
http_request
.
responseText
);

    
}

};

http_request
.
send
(
null
);

```

## Biztonsági problémák
Habár a JSON egy adatformátum, JavaScriptbe épülése számos biztonsági problémát vet fel, amennyiben JavaScript értelmezőt használunk (eval). Ezzel a módszerrel veszélyes szkript is lefuthat, ami gyakori probléma az internetről érkező JSON-adatok esetében. Bár van más módszer is a JSON adatok értelmezésére, egyszerű és gyors mivolta miatt gyakran használják. A következő fejezetben erre olvashatók példák.

### JavaScripteval()
Mivel a JSON-formázott szöveg szintaktikailag érvényes JavaScript-kód, a JSON-értelmezésének egy egyszerű lehetséges eljárása a JavaScriptbe beépített eval() függvény használata, amely a JavaScript-kifejezések kiértékelésére szolgál. A JSON-értelmező helyett magát a JavaScript interpretert használják a JSON adatok "lefuttatására", amely ezáltal natív JavaScript-objektumokat hoz létre. Mindazonáltal vannak olyan Unicode-karakterek, amelyek érvényesek JSON-ban, de érvénytelenek JavaScriptben, tehát extra escape-elés szükséges a JavaScript interpreterek használata előtt.
Amennyiben elővigyázatossági intézkedések nélkül az eval() függvényt használja egy programkód, akkor biztonsági réseket okozhat az eval-os eljárás, ha az adat és a teljes JavaScriptes rendszer nem áll egyetlen, megbízható forrás ellenőrzése alatt. Például, ha az adat nem megbízható, akkor az érkező adat lehetséges, hogy egy JavaScriptes kódbeszúrásos támadást idéz elő. Emellett a bizalom ilyen megsértése okozhat adatlopást, autentikáció-hamisítást, és az adatok és erőforrások egyéb rossz használatát. A reguláris kifejezések használhatók az adatok validálására eval() esetén. Például a JSON-t definiáló RFC, az RFC 4627 a következő kódot javasolja a JSON eval()-ozása előtt használni (a „text” változó a bemeneti JSON-kód):
```
var
 
my_JSON_object
 
=
 
!
(

    
/[^,:{}\[\]0-9.\-+Eaeflnr-u \n\r\t]/
.
test
(

        
text
.
replace
(
/"(\\.|[^"\\])*"/g
,
 
''
)

    
)

)

&&

eval
(
'('
 
+
 
text
 
+
 
')'
);

```

Egy új függvényt, a JSON.parse()-t is kifejlesztették, mint az eval() biztonságosabb alternatíváját. Specifikus célja JSON-adatok, nem pedig JavaScript-kódok értelmezése. Eredetileg az ECMAScript standard negyedik kiadásába tervezték beleírni, ám ez nem történt meg. Az ötödik kiadásba azonban már belekerült, a lejjebb listázott böngészők pedig már támogatják. A régebbiekhez egy kompatibilis JavaScript-könyvtár elérhető a JSON.org weblapon.

### Natív kódolás és dekódolás a böngészőkben
Az újabb webböngészők vagy már rendelkeznek natív JSON kódolással és dekódolással, vagy ez már fejlesztés alatt áll. Ez kiküszöböli az eval() feljebb említett biztonsági problémáját, továbbá gyorsítja is, mivel nem használ értelmező funkciókat. A natív JSON általánosságban gyorsabb, mint a korábbiakban elterjedt JSON-értelmező könyvtárak. 2009 júniusában a következő böngészők rendelkeznek natív JSON-támogatással a JSON.parse() és a JSON.stringify() függvényeken keresztül:
- Mozilla Firefox 3.5+[21]
- Internet Explorer 8+[22]
- Opera 10.5+[23]
- WebKit-alapú böngészők (például Google Chrome, Safari)[24]

Legalább 5 népszerű JavaScript-könyvtár használja a json.parse()-t, amennyiben az elérhető:
- YUI Library[25]
- Prototype[26]
- jQuery[27]
- Dojo Toolkit[28]
- MooTools[29]

## Objektumreferenciák
A JSON szabvány nem támogatja az objektumreferenciákat, de Dojo Toolkit bemutatja, hogy ezen konvenciók hogyan használhatók a standard JSON segítségével.
Nem-standard megoldások is léteznek, így például a Mozilla JavaScript Sharp Variables használata, habár ezt a funkcionalitást a Firefox 12-es verziójában eltávolították.

## Összehasonlítás más formátumokkal
A JSON-t az XML kis helyigényű alternatívájaként hirdetik, hiszen mindkettő széleskörűen támogatja a létrehozást, olvasást és írást a valós szituációkban, ahol gyakori a használatuk. Az XML-en kívüli példák lehetnek az OGDL, a YAML és a CSV. Mindemellett a Google Protocol Buffers is betöltheti ezt a szerepet, habár nem adatcserére kifejlesztett nyelvről van szó.

### XML
Az XML a strukturált adatok leírására és az objektumok szerializálására használt jelölőnyelv. Különböző XML-alapú protokollok léteznek, amelyek ugyanazon, JSON által is megvalósított adatstruktúrákat reprezentálják, ugyanazon adatcsere céljából. Amikor az adat XML-kódolású, általánosságban nagyobb méretű, mint JSON-os párja, leginkább a záró XML-címkék miatt. Mindazonáltal egy gzip-szerű tömörítő eljárás használata esetén már nagyon kicsi a különbség, ugyanis a gzip igencsak lecsökkenti az ismétlődő mintázatokkal rendelkező fájlok méretét.
Az XML-ben vannak alternatív módok a méret csökkentésére, ugyanis némely adatok lehetnek egyszerre gyermekként és attribútumként is megadva. Ez viszont bonyolíthatja az automatikus adatcserét, hiszen a különböző programoknak több különböző XML-implementációt kell tudniuk kezelni, ameddig nincs konkrétan megadva az implementáció típusa. Mindkét következő XML-implementáció ugyanazon információkat hordozza, mint korábbi JSON-os társa.
```
<szemely>

  
<vezeteknev>
Kovács
</vezeteknev>

  
<keresztnev>
János
</keresztnev>

  
<kor>
25
</kor>

  
<cim>

    
<utcaHazszam>
2.
 
utca
 
21.
</utcaHazszam>

    
<varos>
New
 
York
</varos>

    
<allam>
NY
</allam>

    
<iranyitoSzam>
10021
</iranyitoSzam>

  
</cim>

  
<telefonSzam>

    
<telefon
 
tipus=
"otthoni"
>
212
 
555-1234
</telefon>

    
<telefon
 
tipus=
"fax"
>
646
 
555-4567
</telefon>

  
</telefonSzam>

</szemely>

```

```
<szemely
 
vezetekNev=
"Kovács"
 
keresztnev=
"János"
 
kor=
"25"
>

  
<cim
 
utcaHazszam=
"2. utca 21."
 
varos=
"New York"
 
allam=
"NY"
 
iranyitoszam=
"10021"
 
/>

  
<telefonSzam>

     
<telefon
 
tipus=
"otthoni"
 
szam=
"212 555-1234"
/>

     
<telefon
 
tipus=
"fax"
  
szam=
"646 555-4567"
/>

  
</telefonSzam>

</szemely>

```

Emiatt az XML akár hasonlón kicsi méretű is lehet, mint ugyanazon tartalom JSON-nal kódolva. Széles skálája érhető el az XML-dokumentum-értelmezőknek, így például a Document Object Model, az XPath és az XSLT. Az XML továbbá stílusokat is kaphat az azonnali használatra a CSS segítségével. Az XHTML az XML egyik formája, tehát a tartalom ilyen formában is közvetíthető, ami által közvetlenül beleilleszthető a weboldalba kliens oldali kódolás nélkül.

## Fordítás
Ez a szócikk részben vagy egészben  a   JSON című angol Wikipédia-szócikk fordításán alapul.  Az eredeti cikk szerkesztőit annak laptörténete sorolja fel. Ez a jelzés csupán a megfogalmazás eredetét és a szerzői jogokat jelzi, nem szolgál a cikkben szereplő információk forrásmegjelöléseként.